# Cipriano de Palafox y Portocarrero
Cipriano de Palafox y Portocarrero, VIII Conde de Montijo, XV Duque de Penaranda del Duero, XVIII Conde de Teba (15 de setembro de 1785 – Madrid, 15 de março de 1839) foi um nobre, militar e político espanhol. Era pai da imperatriz Eugénia de Montijo.